# Pristimantis jamescameroni
Espèce
Pristimantis jamescameroni est une espèce d'amphibiens de la famille des Craugastoridae.

## Répartition
Cette espèce est endémique de l'État de Bolívar au Venezuela. Elle se rencontre entre 2 557 et 2 571 m d'altitude sur le tepuy Aprada.

## Description
Le mâle observé lors de la description originale mesure 22,8 mm et les 3 spécimens femelles adultes observés lors de la description originale mesurent entre 26,3 mm et 27,5 mm.

## Étymologie
Cette espèce est nommée en l'honneur de James Cameron.

## Publication originale
- Kok, 2013 : Two new charismatic Pristimantis species (Anura: Craugastoridae) from the tepuis of The Lost World (Pantepui region, South America). European Journal of Taxonomy, no 60, p. 1-24 (texte intégral).